# Thorben Schütt
Thorben Schütt (* 1. November 1990) ist ein deutscher Verwaltungsjurist (CDU). Seit 2024 ist er Landrat des Kreises Dithmarschen.

## Leben
Nach dem Abitur am Gymnasium Heide-Ost studierte Schütt an der Universität Passau und der Christian-Albrechts-Universität zu Kiel Rechtswissenschaften. Er schloss das Studium mit dem Ersten Staatsexamen ab und absolvierte anschließend das Rechtsreferendariat am Landgericht Flensburg, am Schleswig-Holsteinischen Verwaltungsgericht sowie im Justizministerium des Landes. Im November 2019 legte er das Zweite Staatsexamen ab.
Anschließend betätigte er sich als Jurist im Schleswig-Holsteinischen Landtag und in der Staatskanzlei des Landes Schleswig-Holstein. Ab Juli 2022 war er bis zu seinem Amtsantritt als Landrat Leiter des Ministerbüros im Ministerium für Inneres, Kommunales, Wohnen und Sport des Landes Schleswig-Holstein.
Am 8. Februar 2024 setzte er sich bei der Landratswahl des Kreises Dithmarschen im Kreistag gegen den amtierenden Landrat Stefan Mohrdieck durch. Am 1. Juni 2024 trat er das Amt an.
Er ist Mitglied der CDU und war von 2012 bis 2014 Vorsitzender des Kreisverbandes Dithmarschen der Jungen Union.